# Tennistavolo ai XV Jeux des îles
Le gare di tennistavolo ai XV Jeux des îles si sono svolte al PalaUditore di Palermo, dal 24 al 28 maggio 2011.

## Medaglie
Si sono disputati 7 eventi:
- Singolo maschile
- Singolo femminile
- Doppio maschile
- Doppio femminile
- Doppio misto
- Maschile a squadre
- Femminile a squadre

## Qualificazioni
Ogni delegazione può iscrivere un massimo di 4 atleti maschi e 4 atlete femmine per quanto riguarda i tornei singoli e doppi e un massimo di una squadra maschile e una femminile per quanto riguarda il torneo a squadre.

## Podi

### Uomini
| Evento                        | Oro                       | Argento                   | Bronzo                     |
| Singolo maschile (dettagli)   | Yiangou Yiangos (CYP)     | Quartuccio Giuseppe (SIC) | Charalombos Christou (CYP) |
| Doppio maschile (dettagli)    | Yiangou / Hristonov (CYP) | Cuccu / Sarigu (SAR)      | Rizzo / Basile (SIC)       |
| A squadre maschile (dettagli) | CYPRUS                    | Madeira                   | Sardinia                   |

### Donne
| Evento                         | Oro | Argento | Bronzo |
| Singolo femminile (dettagli)   |     |         |        |
| Doppio femminile (dettagli)    |     |         |        |
| A squadre femminile (dettagli) |     |         |        |

### Misto
| Evento                  | Oro | Argento | Bronzo |
| Doppio misto (dettagli) |     |         |        |

## Medagliere
| Posizione | Isola | MADEIRA | SARDEGNA | SICILIA | Totale |
| --------- | ----- | ------- | -------- | ------- | ------ |
|           |       |         |          |         |        |
|           |       |         |          |         |        |
|           |       |         |          |         |        |
|           |       |         |          |         |        |
| Totale    |       |         |          |         |        |